# 暴雨悍將
《暴雨悍將》（英語：Hangfire）是一部1991年上映的美國警匪片。

## 劇情
史拉頓自越戰歸鄉便與美麗妻子過著平靜的小鎮生活，也一心一意要讓其妻過安定生活，某日卻發生一兇狠越獄逃犯綁架史拉頓妻子，情況十分危急，史拉頓本是越戰英雄，在此時處境他選擇重披戰袍，重整戰備，掀起一場驚天動地戰火 。

## 演員
- 艾克·史拉頓警長：布拉德·戴維斯
- 瑪麗亞·蒙托亞斯雷頓：金·德萊尼
- 比利：肯·佛利
- 庫特納：Lee de Broux

## 外部連結
- 互联网电影数据库（IMDb）上《Hangfire》的资料（英文）
- TCM电影资料库上《Hangfire》的资料（英文）
- AllMovie上《Hangfire》的资料（英文）